# Esther Eppstein
Esther Eppstein (* 14. August 1967 in Zürich) ist eine Schweizer Künstlerin, Kunst-Gastgeberin und Verlegerin. Für ihre Vermittlungstätigkeit im Offspace message salon wurde sie mehrfach ausgezeichnet. 2021 wird ihr Werk mit dem Prix Meret Oppenheim geehrt.

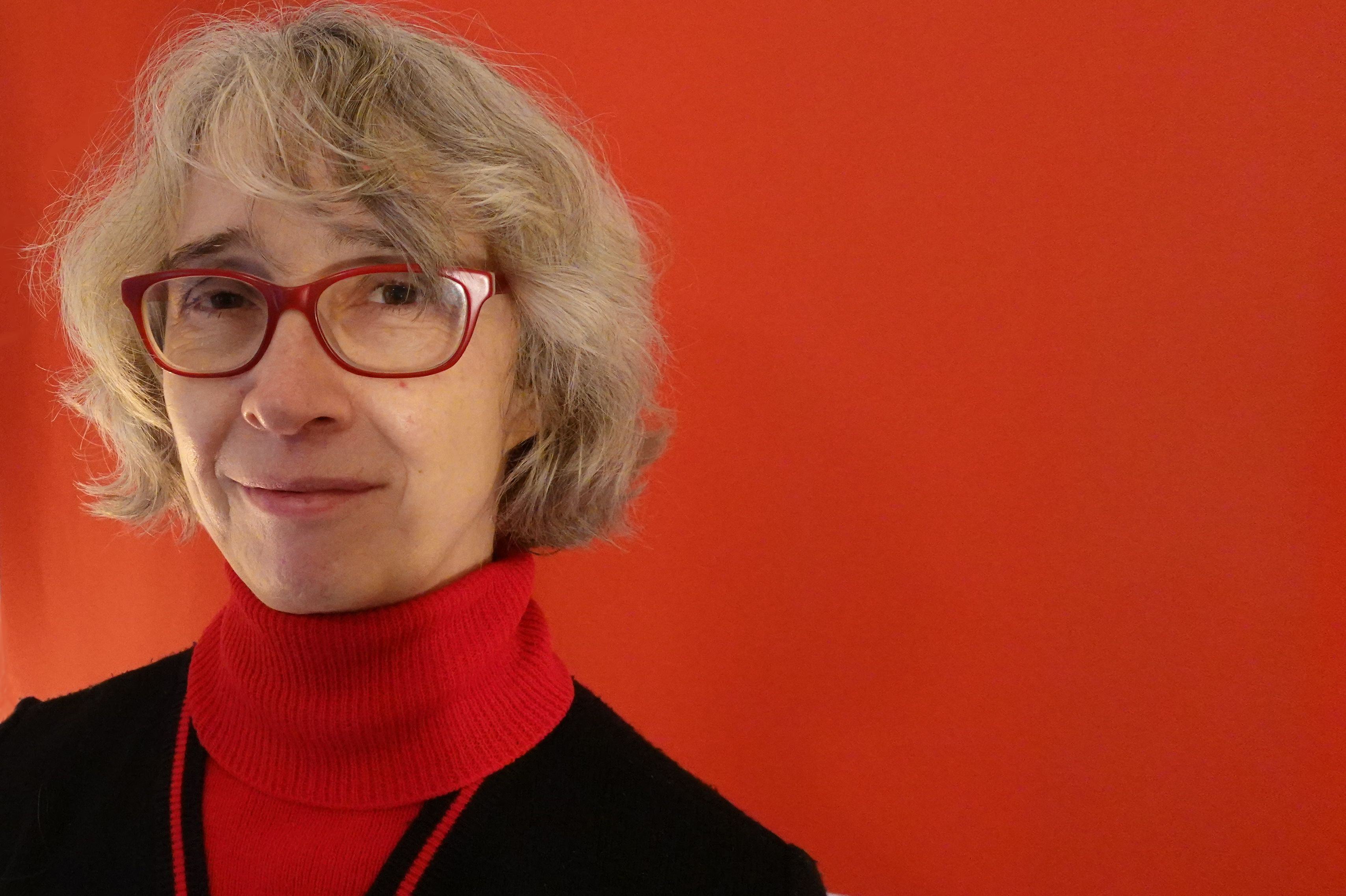
Esther Eppstein 2022 in ihrem Kunstraum message salon in Zürich.

## Leben
Esther Eppstein wuchs in Zürich auf. Bei der Einbürgerung ihres polnisch-russisch-stämmigen Vaters Paul (1917–2001) wurde der Familienname Epstein aufgrund eines Beamtenfehlers in Eppstein geändert. Ihre Mutter Pierrette Eppstein (1936–1998) war Grafikerin. Ihre jüngere Schwester ist die Schauspielerin und Theaterpädagogin Golda Eppstein. Von 1988 bis 1991 besuchte sie die Grafikfachklasse der Kunstgewerbeschule Luzern (heute Hochschule Luzern – Design & Kunst) und die Akademie der Bildenden Künste Warschau.
Esther Eppstein war von 1994 bis 2011 mit Meinrad Arnold verheiratet. Das Paar hat einen Sohn (Moritz, geboren 1992) und eine Tochter (Maria, geboren 1994).
Nach dem Tod des Vaters interessierte sich Esther Eppstein zunehmend für ihre jüdischen Wurzeln. Sie engagierte sich bei Omanut, dem Verein zur Förderung jüdischer Kunst in der Schweiz.

## Werk
Eppstein entwickelt aus ihrem eigenen Verständnis von erweitertem Kunstbegriff heraus ein Werk, das vom Do-it-yourself-Gedanken der Punkbewegung geprägt ist. Mit ihrem Hauptwerk, dem message salon, schafft sie einen Ort, von dem sie selber ein notwendiger Teil ist, sei es in ihrer Funktion als Gastgeberin, ausstellende Künstlerin, Vermittlerin, Verkäuferin, Bardame, Plattenlegerin oder Zeremonienmeisterin. Von Anfang an, nach seiner Gründung im Jahr 1996, wird der message salon zu einem Treff- und Ausgangspunkt der jungen Kunst und der anverwandten Subkultur in Zürich. Rund um diesen Kunstort bildet sich eine offene Gemeinschaft, Eppsteins erweiterte Familie, die über die Jahre wächst und sich gemeinsam weiterentwickelt.
Das Dokumentieren der Ausstellungen und ihrer Besucher mit der analogen Fotokamera ist Teil von Esther Eppsteins künstlerischer Praxis. Die Bilder editiert sie in fortlaufenden Fotoalben. Diese Fotosammlung gehört zu den seltenen handfesten Kunstwaren, die Eppstein produziert. Das Werk Perla Mode Album, bestehend aus 58 solcher Fotoalben und einem Video, befindet sich seit 2017 in der Sammlung Kunsthaus Zürich.
Von 1995 bis 1998 arbeitet Esther Eppstein im Duo mit der Künstlerin Selina Trepp als Treppstein in den Bereichen Video, Performance und Musik.
Seit 2011 publiziert Esther Eppstein Einzelhefte von internationalen Künstlerinnen und Künstlern unter dem Titel message salon Zines. 2015 lanciert sie die Publikationsreihe message salon embassy Zines, die den Gastkünstlern der message salon embassy eine Plattform bietet.

## Trivia
2009 wird Esther Eppstein vom Vorwurf der Pornografie am Bezirksgericht Zürich freigesprochen, nachdem sie im Rahmen einer Ausstellung des tschechisch-amerikanischen Künstlers Petr Motycka eine sexuell mehr oder weniger explizite Bilderserie an die Aussenfassade des message salons an der Zürcher Langstrasse projiziert hatte. Eppstein befasst sich in ihrer Ausstellung „Projections“ – ein Resümee ausführlich mit dem Gerichtsfall.

## Einzel- und Gruppenausstellungen (Auswahl)
- 2023 Acts of Friendship – Acts 1 & 2, Migros Museum für Gegenwartskunst, Zürich
- 2018 Fashion Drive, (Kuratorin: Cathérine Hug), Kunsthaus Zürich
- 2016 Buchvernissage Esther Eppstein - message salon. Das Album. Kunstraum Walcheturm, Zürich
- 2016 Wild Card, Museum Strauhof, Zürich
- 2015 Zürcher Restspiele, Carte Blanche, Fabriktheater, Rote Fabrik, Zürich
- 2014 Collection On Display, Migros Museum für Gegenwartskunst, Zürich
- 2005 Unruhe Bitte!, Theaterhaus Gessnerallee, Zürich
- 2005 EIEI (Encuentro Internacional de Espacios de Arte Independientes). Valparaiso, Chile
- 2005 Lokale Aufhellungen, Helmhaus, Zürich
- 2004 Run Spaces, Galerie der Hochschule für bildende Künste Hamburg, Hamburg
- 2002 Ikonen, Kunst und Kult. Coninx Museum Zürich
- 2001 Der message salon Wohnwagen, Büro Friedrich, Berlin
- 2001 Der message salon Wohnwagen, Migros Museum für Gegenwartskunst, Zürich
- 2000 Der Preis für Kunst. Die kommerzielle message salon Kunstshow, Kunsthalle Basel
- 2000 message salon Caravan, Fri Art – Centre d’art contemporain, Kunsthalle Freiburg
- 2000 Esther Eppstein präsentiert message salon, Centre Culturel Suisse, Paris
- 1998 message salon Goes NYC, Swiss Institute, New York
- 1998 message salon Wohnwagen, Art & Appenzell, Appenzell
- 1998 Freie Sicht aufs Mittelmeer (Kuratorin: Bice Curiger), Kunsthaus Zürich

## Auszeichnungen
- 2021 – Prix Meret Oppenheim
- 2019 – Stiftung Landis und Gyr (Research Residency in London)
- 2016 – Stiftung Binz 39 und CCA Tbilisi (Research Residency in Tiflis)
- 2014 – Förderpreis Fachstelle Kultur Kanton Zürich
- 2014 – Kulturstipendium Fachstelle Kultur Kanton Zürich (5 Monate Aufenthalt in Tel Aviv IL)
- 2012 – Omanut-Zwillenberg-Förderpreis
- 2011 – Stipendium Stadt Zürich (Kunstvermittlung im Bereich Bildende Kunst)
- 2011 – Pro Helvetia (Research Residency in Warschau PL)
- 2009 – Anerkennungspreis STEO-Stiftung Küsnacht
- 2009 – Preis Schweizer Kunstverein und Visarte (Vermittlung visueller Kunst)
- 2006 – Eidgenössischer Preis für freie Kunst (Kunstvermittlung)
- 2003 – Eidgenössischer Preis für freie Kunst (Kunstvermittlung)
- 1999 – Stipendium Stadt Zürich (Bildende Kunst)

## Werke in Sammlungen
- Migros Museum für Gegenwartskunst
- Kunsthaus Zürich